# Der Senator für Inneres und Sport
Der Senator für Inneres und Sport der Freien Hansestadt Bremen ist als Innensenator für die Bereiche Inneres und Sport als Oberste Landesbehörde  (damit Innenministerium des Landes Bremen) und als Kommunalbehörde der Stadtgemeinde Bremen zuständig. Ihm zugeordnet sind etliche Ämter und Einrichtungen. Senator für Inneres und Sport im Senat der Freien Hansestadt Bremen ist seit 2008 Ulrich Mäurer (SPD). Staatsrat ist Olaf Bull (SPD).

## Aufgaben, Organisation

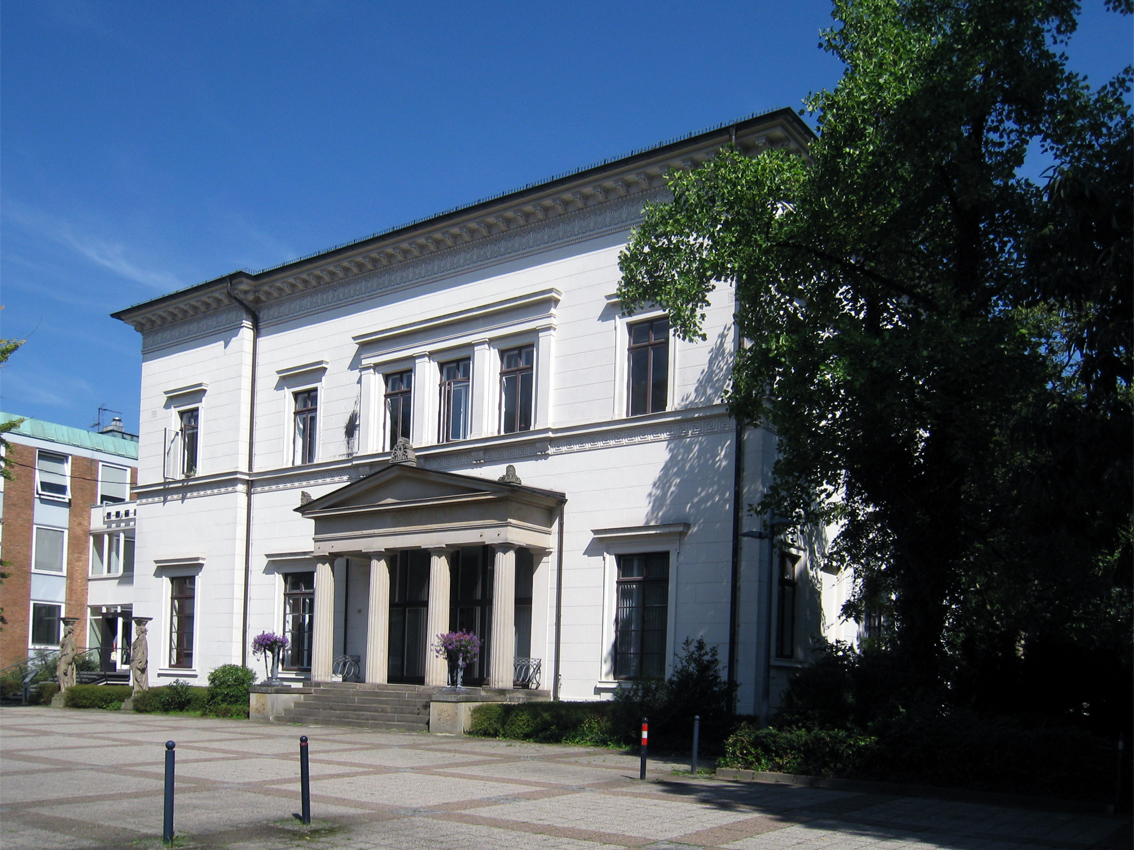
Contrescarpe 22/24

Der Senator für Inneres und Sport ist zugleich oberste Landesbehörde und Kommunalbehörde. Ihm obliegen die Rechts- und Fachaufsicht über die Ämter und Einrichtungen in seinem Geschäftsbereich.
Die Geschäftsbereiche sind Bürger und Staat und Innere Sicherheit.
Die Dienststelle ist (Stand Oktober 2017) neben dem Leitungsbereich gegliedert in Abteilungen für
- Zentrale Dienste,
- Staatsrechtsangelegenheiten, Ausländer- und Meldewesen
- Öffentliche Sicherheit und
- Verfassungsschutz.

Die senatorische Behörde hat (Stand 2015) etwa 153 Mitarbeiter. Im nachgeordneten Bereich gibt es etwa 3660 Beschäftigte. Der Amtssitz befindet sich in Bremen-Mitte, Contrescarpe 22/24 u. a. in der ehemaligen, klassizistischen, denkmalgeschützten Lürman-Villa (Nr. 22) von 1822, umgebaut 1866 und 1904.

## Deputationen
Für den Landesbereich und den stadtbremischen Bereich wurden die Staatliche und die Städtische Deputationen für Inneres sowie für Sport gebildet. Sie beraten und beschließen jeweils unter Vorsitz eines Mitgliedes der Bremischen Bürgerschaft über Angelegenheiten des jeweiligen Verwaltungszweigs.

## Zugeordnete Ämter
- Bürgeramt Bremen als zentrale Dienstleistungsbehörde in der Stadtgemeinde Bremen mit den
  - drei BürgerServiceCentern
  - Stellen für Meldeangelegenheiten, Fahrerlaubnisse und Kfz-Zulassungen
- Polizei Bremen
- Feuerwehr Bremen
- Statistisches Landesamt Bremen
- zwei Standesämter in Bremen-Mitte und Bremen-Nord
- Migrationsamt
- Ordnungsamt

Das Landesamt für Verfassungsschutz Bremen ist nicht mehr zugeordnetes Amt, steht aber unter der Aufsicht der senatorischen Dienststelle.

## Geschichte
Nach dem Ersten Weltkrieg waren die späteren Aufgaben eines Innenressorts unterschiedlich verteilt. Bis 1945 verwaltete das Landherrnamt die bremischen Landgebiete. Die Polizei unterstand bis 1933 einer Polizeikommission des Senats mit verschiedenen Senatoren als Vorsitzende.
Von 1933 bis 1937 führte der Senator für innere Verwaltung auch die Polizei, deren Aufgaben seit 1936 zentral vom Reich wahrgenommen wurden. Oberste Landespolizeibehörde für die Schutzpolizei war von 1937 bis 1945 der Regierende Bürgermeister. Die anderen Aufgaben des Inneren nahm zeitweise (1937–1939, 1944/45) auch der Regierende Bürgermeister war und von 1939 bis 1944 ein Senator. (Siehe Liste der Innensenatoren von Bremen)
Nach dem Zweiten Weltkrieg wurde die Behörde des Innensenators begründet. Vom 2. Februar 1948 bis 1963 war Adolf Ehlers (SPD) erster Innensenator im Senat Kaisen III.
Der heutige Amtssitz war nach 1945 zunächst bis 1947 Sitz der amerikanischen Armee, bis 1950 Sitz des Senators für politische Befreiung und von 1950 bis 1954 der des Senators für das Bauwesen.
Von 1946 bis 2010 war der Innensenator für die 17 stadtbremischen Ortsämter und die 22 Beiräte der Stadt- und Ortsteile zuständig. Seit 2006 wurden die bei den Ortsämtern angesiedelten öffentlichen Dienstleistungen wie Melde-, Wohnungsangelegenheiten zusammengefasst und in das Stadtamt Bremen integriert. Die Zuständigkeit als Aufsichtsbehörde für den reinen Ortsamts- und Beiratsbereich wird seit 2010 von der Senatskanzlei wahrgenommen (§ 34 Ortsbeirätegesetz).
Zwischen 1945 und 1987 und von 1995 bis 1999 sowie von 2015 bis 2023 lag der Bereich Sport nicht in der Zuständigkeit des Innensenators. (Siehe dazu Sportsenatoren).